# NGC 2700
NGC 2700 je zvijezda u zviježđu Vodenoj zmiji. 

## Vanjske poveznice
- SEDS: NGC 2700